# Tour de France 1931
25. Tour de France rozpoczął się 30 czerwca, a zakończył 26 lipca 1931 roku w Paryżu. W klasyfikacji generalnej zwyciężył Francuz Antonin Magne, a w klasyfikacji drużynowej najlepsza była reprezentacja Belgii.

## Etapy
| Etap | Data       | Trasa                           | Dystans | Zwycięzca          | Lider wyścigu                      |
| ---- | ---------- | ------------------------------- | ------- | ------------------ | ---------------------------------- |
| 1    | 30 czerwca | Paryż – Caen                    | 208 km  | Alfred Haemerlinck | Alfred Haemerlinck                 |
| 2    | 1 lipca    | Caen – Dinan                    | 212 km  | Max Bulla          | Max Bulla                          |
| 3    | 2 lipca    | Dinan – Brest                   | 206 km  | Fabio Battesini    | Léon Le Calvez                     |
| 4    | 3 lipca    | Brest – Vannes                  | 211 km  | André Godinat      | Raffaele di Paco                   |
| 5    | 4 lipca    | Vannes – Les Sables-d’Olonne    | 202 km  | Charles Pélissier  | Charles Pélissier Raffaele di Paco |
| 6    | 5 lipca    | Les Sables-d’Olonne – Bordeaux  | 338 km  | Alfred Haemerlinck | Raffaele di Paco                   |
| 7    | 6 lipca    | Bordeaux – Bajonna              | 180 km  | Gérard Loncke      | Raffaele di Paco                   |
| 8    | 7 lipca    | Bajonna – Pau                   | 106 km  | Charles Pélissier  | Charles Pélissier                  |
| 9    | 8 lipca    | Pau – Luchon                    | 231 km  | Antonin Magne      | Antonin Magne                      |
| 10   | 10 lipca   | Luchon – Perpignan              | 322 km  | Raffaele di Paco   | Antonin Magne                      |
| 11   | 12 lipca   | Perpignan – Montpellier         | 164 km  | Raffaele di Paco   | Antonin Magne                      |
| 12   | 13 lipca   | Montpellier – Marsylia          | 207 km  | Max Bulla          | Antonin Magne                      |
| 13   | 14 lipca   | Marsylia – Cannes               | 181 km  | Charles Pélissier  | Antonin Magne                      |
| 14   | 15 lipca   | Cannes – Nicea                  | 132 km  | Eugenio Gestri     | Antonin Magne                      |
| 15   | 17 lipca   | Nicea – Gap                     | 233 km  | Jef Demuysere      | Antonin Magne                      |
| 16   | 18 lipca   | Gap – Grenoble                  | 102 km  | Charles Pélissier  | Antonin Magne                      |
| 17   | 19 lipca   | Grenoble – Aix-les-Bains        | 230 km  | Max Bulla          | Antonin Magne                      |
| 18   | 20 lipca   | Aix-les-Bains – Évian-les-Bains | 204 km  | Jef Demuysere      | Antonin Magne                      |
| 19   | 21 lipca   | Évian-les-Bains – Belfort       | 282 km  | Raffaele di Paco   | Antonin Magne                      |
| 20   | 22 lipca   | Belfort – Colmar                | 209 km  | André Leducq       | Antonin Magne                      |
| 21   | 23 lipca   | Colmar – Metz                   | 192 km  | Raffaele di Paco   | Antonin Magne                      |
| 22   | 24 lipca   | Metz – Charleville              | 159 km  | Raffaele di Paco   | Antonin Magne                      |
| 23   | 25 lipca   | Charleville – Dunkierka         | 271 km  | Gaston Rebry       | Antonin Magne                      |
| 24   | 26 lipca   | Dunkierka – Paryż               | 313 km  | Charles Pélissier  | Antonin Magne                      |

## Klasyfikacje

### Generalna
| Poz. | Zawodnik         | Kraj             | Czas         |
| ---- | ---------------- | ---------------- | ------------ |
| 1.   | Antonin Magne    | Francja          | 177h 10′ 03″ |
| 2.   | Jef Demuysere    | Belgia           | +12′ 56″     |
| 3.   | Antonio Pesenti  | Włochy           | +22′ 51″     |
| 4.   | Gaston Rebry     | Belgia           | +46′ 40″     |
| 5.   | Maurice De Waele | Belgia           | +49′ 46″     |
| 6.   | Julien Vervaecke | Belgia           | +1h 10′ 11″  |
| 7.   | Louis Peglion    | Francja          | +1h 18′ 33″  |
| 8.   | Erich Metze      | Rzesza Niemiecka | +1h 20′ 59″  |
| 9.   | Albert Büchi     | Szwajcaria       | +1h 29′ 29″  |
| 10.  | André Leducq     | Francja          | +1h 30′ 08″  |

### Drużynowa
| Poz. | Kraj                  | Czas         |
| ---- | --------------------- | ------------ |
| 1.   | Belgia                | 533h 19′ 31″ |
| 2.   | Francja               | +57′ 19″     |
| 3.   | Rzesza Niemiecka      | +3h 11′ 38″  |
| 4.   | Australia/ Szwajcaria | +3h 53′ 54″  |
| 5.   | Włochy                | +4h 00′ 06″  |